# Leptanilla islamica
Leptanilla islamica är en myrart som beskrevs av Baroni Urbani 1977. Leptanilla islamica ingår i släktet Leptanilla och familjen myror. Inga underarter finns listade i Catalogue of Life.